# Jan Troell
Jan Troell (ur. 23 lipca 1931 w Malmö) – szwedzki reżyser, scenarzysta, operator i montażysta filmowy.
W młodości przez 8 lat pracował jako nauczyciel w szkole podstawowej w rodzinnym Malmö. W latach 60. zaczął kręcić krótkometrażowe filmy dokumentalne i oświatowe dla telewizji. Podjął współpracę z Bo Widerbergiem jako operator jego debiutanckiego filmu Wózek dziecięcy (1963).
Swój pełnometrażowy debiut Oto twoje życie nakręcił w 1966. Już dwa lata później film Wyliczanka przyniósł mu Złotego Niedźwiedzia na festiwalu w Berlinie.
Dylogia Emigranci (1971) i Osadnicy (1972), według tetralogii powieściowej Vilhelma Moberga, z udziałem Maxa von Sydowa i Liv Ullmann, była na początku lat 70. najdroższym i najpopularniejszym filmem szwedzkim. Pięć jego filmów było szwedzkimi kandydatami do Oskara, trzy spośród nich uzyskały nominację i wciąż zaliczane są do znaczących osiągnięć kinematografii szwedzkiej.
Troell uprawia kino autorskie – jest reżyserem, autorem lub współautorem scenariuszy, autorem zdjęć (pomimo że jego choroba uniemożliwia mu rozróżnianie niektórych barw) oraz montażystą swoich filmów. Uważany za mistrza szwedzkiej epiki filmowej.

## Wybrana filmografia
- 1966: Oto twoje życie (Här har du ditt liv)
- 1968: Wyliczanka (Ole dole doff)
- 1971: Emigranci (Utvandrarna)
- 1972: Osadnicy (Nybyggarna)
- 1974: Narzeczona Zandy’ego (Zandy's Bride)
- 1979: Hurricane
- 1982: Lot orła (Ingenjör Andrées luftfärd)
- 1988: Baśniowa kraina (Sagolandet)
- 1991: Il capitano
- 1996: Hamsun
- 2001: Biały jak śnieg (Så vit som en snö)
- 2008: Uwiecznione chwile (Maria Larssons eviga ögonblick)

## Nagrody
- Nagroda na MFF w Berlinie
  - 1967: 3 nagrody Specjalne
  - 1968: 3 nagrody Specjalne
  - 1968: Złoty Niedźwiedź